# (940) Kordula
(940) Kordula ist ein Asteroid des Hauptgürtels, der am 10. Oktober 1920 von dem deutschen Astronomen K. Reinmuth in Heidelberg entdeckt wurde. 
Der Asteroid wurde in traditioneller Weise mit einem weiblichen Vornamen benannt. Der Name ist keiner speziellen Person zugeordnet.